# 答失蛮察
答失蛮察（Danishmendji，？—1348年），察合台汗国分裂后，西部第1代可汗，窝阔台的曾孙，海都之子。突厥贵族异密加兹罕杀死合赞算端后，在河中地区拥立的新汗。西察合台汗国的可汗，全是突厥贵族的傀儡。答失蛮察不甘于做傀儡，被加兹罕杀死。1370年，其子昔兀儿海迷失继位成为西部傀儡可汗。